# 劍橋 (愛荷華州)
劍橋（英語：Cambridge）是一個位於美國愛荷華州斯托里縣的城市。

## 地理
劍橋的座標為41°53′55″N 93°31′47″W / 41.89861°N 93.52972°W，而該地的平均海拔高度為263米（即863英尺）。

## 人口
根據2010年美國人口普查的數據，劍橋的面積為2.85平方千米，當中陸地面積為2.85平方千米，而水域面積為0.00平方千米。當地共有人口827人，而人口密度為每平方千米290人。